# 平成22年台風第2号
平成22年台風第2号（へいせい22ねんたいふうだい2ごう、アジア名：Conson）は、2010年7月に発生した台風。フィリピンのルソン島や中国の海南島などに被害を与えた。

## 概要

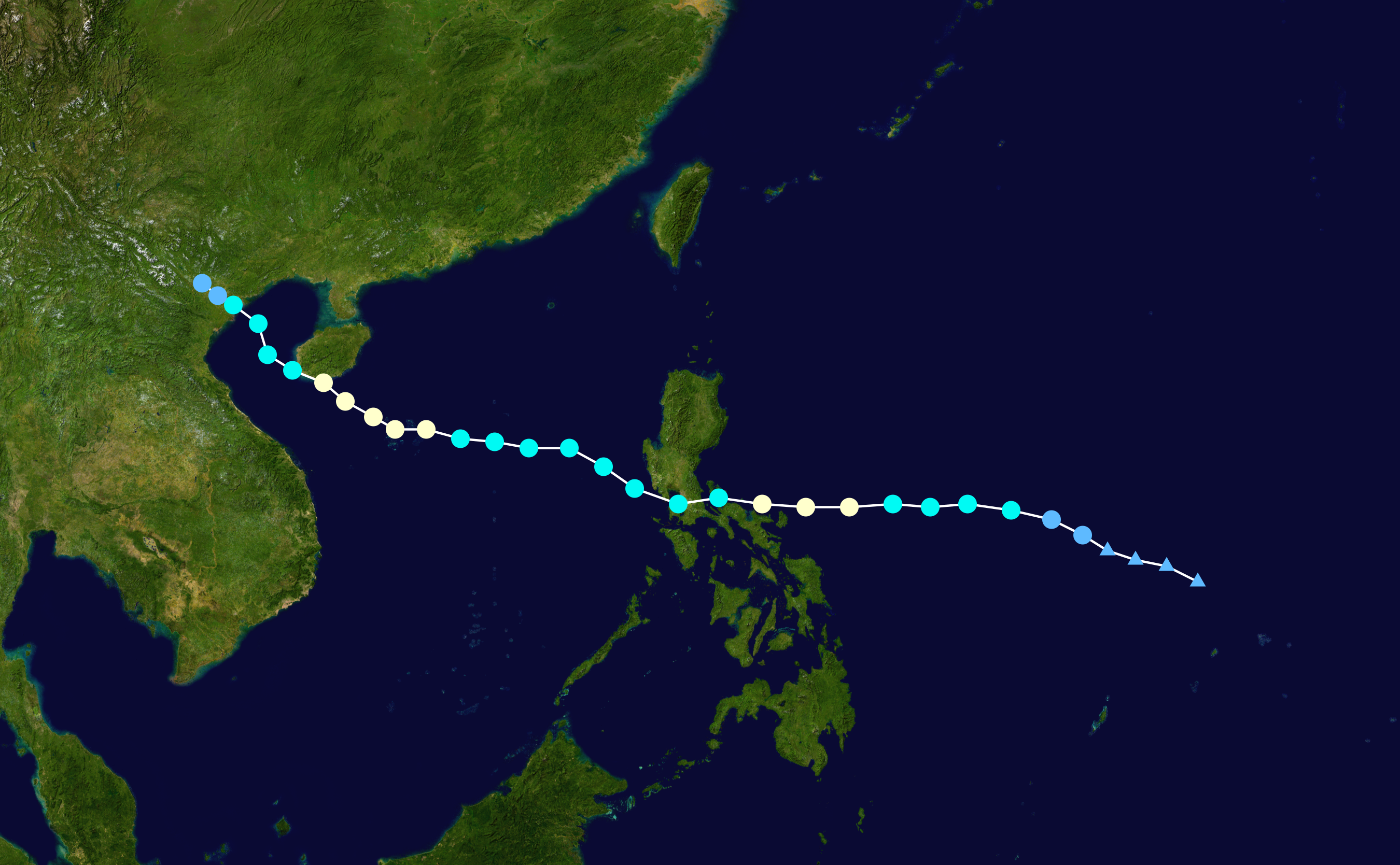
進路図

7月12日9時、フィリピンの東海上にあった熱帯低気圧が台風2号となり、アジア名「コンソン（Conson・崑山）」と命名された。命名国はベトナムで、歴史的な観光地の名前に由来する。また、フィリピン大気地球物理天文局（PAGASA）はこの台風について、フィリピン名「バスヤン（Basyang）」と命名した。気象庁の予報では、台風はこの後西北西に進んで、フィリピンのルソン島北部に上陸するはずだったが、太平洋高気圧の張り出しが強まったためほぼ真西に進み、7月13日18時に中心気圧980hPa、最大風速30m/sでルソン島中部に上陸して、死者23名・行方不明者77名の被害を与えて7月14日0時に南シナ海へ抜けた。台風はその後も発達しながら南シナ海を北西に進み、7月16日から17日にかけて中国の海南島に強い勢力で接近し被害を与えた。その後はトンキン湾を北上し、7月17日15時に中心気圧985hPa、最大風速25m/sでベトナム北部に再上陸し、7月18日9時に熱帯低気圧に変わった。